# 劉本 (知縣)
刘本（？—？），浙江上虞縣人，明朝政治人物。

## 生平
嘉靖十九年（1540年）庚子科順天鄉試三十七名举人。嘉靖三十二年（1553年），任福建永安县知县。